# هاینکل
هاینکل یا کارخانه هواپیماسازی هاینکل (به آلمانی: Heinkel Flugzeugwerke) یک شرکت هواپیماسازی آلمانی بود که توسط ارنست هاینکل تأسیس شد و به نام آن نامگذاری شد.

## تاریخچه
به دنبال کار موفق ارنست هاینکل به عنوان طراح ارشد شرکت هوانوردی هانزا-براندنبورگ در جنگ جهانی اول، پس از کاهش محدودیت‌های هوانوردی آلمان که توسط معاهده ورسای اعمال شده بود، شرکت خود را با نام هاینکل در سال 1922 در وارنمونده تأسیس کرد. اولین موفقیت این شرکت در طراحی هواپیما پس از جنگ جهانی اول، طراحی هواپیمای پستی پرسرعت و هواپیمای تمام فلزی تک موتوره هاینکل هه ۷۰ برای دویچه لوفت‌هانزا در سال 1932 بود که تعدادی از رکوردهای سرعت هوا را شکست. کلاس آن پس از آن دو موتور هاینکل هه ۱۱۱، که در طول جنگ جهانی دوم به عنوان یک بمب افکن به ستون اصلی لوفت وافه تبدیل شد، دنبال شد. مهمترین طراحان هاینکل در این مرحله، برادران دوقلوی گونتر، زیگفرید و والتر و هاینریش هرتل بودند. دفتر مرکزی این شرکت در روستوک بود که بعداً به نام هاینکل-نورد (Heinkel-North) شناخته شد، واقع در محله ای که قبلاً محله روستوک-مارینهه (جامعه روستوک-شمارل امروزی، در امتداد ساحل غربی خور آنتروارنو) نامیده می شد.

## استفاده از اردوگاه کار اجباری
هاینکل در طول جنگ جهانی دوم یکی از بزرگ‌ترین استفاده‌کنندگان کارگران اردوگاه کار اجباری زاخسنهاوزن بود و بین ۶ تا ۸ هزار زندانی در این شرکت کار اجباری انجام می‌داده‌اند.

## پس از جنگ
پس از جنگ، هاینکل از ساخت هواپیما منع شد و به جای آن دوچرخه، موتور اسکوتر (به پایین نگاه کنید) و میکروکار هاینکل ساخت. این شرکت سرانجام در اواسط دهه 1950 به هواپیما بازگشت و مجوز ساخت لاکهید اف-۱۰۴ استارفایتر برای لوفت وافه آلمان غربی را صادر کرد. در سال 1965، شرکت توسط اتحادیه کار ایرونورتیکال ادغام شد، که به نوبه خود توسط مسراشمیت بولکوف بلوم در سال 1980 ادغام و بعداً بخشی از ایرباس شد.
این شرکت یک هواگرد عمود پرواز/باند کوتاه به نام Heinkel He 231  طراحی کرد که قصد داشت از فرودگاه های آلمان غربی در برابر حمله شوروی محافظت کند.